# Monti Du Toit
I monti Du Toit sono un gruppo montuoso situato nella Terra di Palmer, in Antartide. Esteso davanti alla costa di Black per circa 65 km in direzione est-ovest e larga circa 19 km, questo gruppo montuoso è delimitato a nord dal ghiacciaio Böhnecke, che lo divide dai monti Wilson, a sud dal ghiacciaio Maury, che lo separa dalla dorsale Wegener, e a nordovest dal ghiacciaio Beaumont, che lo divide dai colli Holmes, mentre raggiunge la sua massima altitudine, di circa 1687 m s.l.m., in corrispondenza della vetta del monte Marquis.

## Storia
I monti Du Toit sono stati scoperti e fotografati per la prima volta durante una ricognizione svolta nel corso della spedizione del Programma Antartico degli Stati Uniti d'America condotta nel 1939-41 al comando di Richard Evelyn Byrd. Fotografata e mappata più dettagliatamente dai membri dello United States Geological Survey grazie a fotografie aeree scattate dalla marina militare statunitense durante ricognizioni effettuate tra il 1966 e il 1969, la formazione è stata poi così battezzata dal comitato consultivo dei nomi antartici in onore del geologo sudafricano Alexander Logic Du Toit.